# Vielle-Adour
Vielle-Adour è un comune francese di 498 abitanti situato nel dipartimento degli Alti Pirenei nella regione dell'Occitania.

## Società

### Evoluzione demografica
Abitanti censiti